# The Saddle Hawk
Pour plus de détails, voir Fiche technique et Distribution.
The Saddle Hawk est un film muet américain réalisé par Edward Sedgwick, produit par Universal Pictures et sorti en 1925.

## Fiche technique
- Réalisation : Edward Sedgwick
- Scénario : d'après une histoire d'Edward Sedgwick et Raymond L. Schrock
- Production : Universal Pictures
- Photographie : Virgil Miller
- Durée : 5 bobines[1]
- Date de sortie : 
  - États-Unis : 8 mars 1925

## Distribution
- Hoot Gibson : Ben Johnson
- Marian Nixon : Rena Newhall
- G. Raymond Nye : Zach Marlin
- Josie Sedgwick : Mercedes
- Charles K. French : Jim Newhall
- Tote Du Crow : Vasquez
- Fred Humes : Draw Collins
- William Steele : Steve Kern
- Frank Campeau : Buck Brent